# Alexander Anatoljewitsch Jewsejenkow
Alexander Anatoljewitsch Jewsejenkow (russisch Александр Анатольевич Евсеенков; * 2. Oktober 1985 in Malachowka, Russische SFSR) ist ein russischer Eishockeyspieler, der seit 2021 bei HK Lada Toljatti in der Wysschaja Hockey-Liga unter Vertrag steht.  

## Karriere
Alexander Jewsejenkow begann seine Karriere als Eishockeyspieler in der Nachwuchsabteilung des HK ZSKA Moskau, für dessen zweite Mannschaft er von 2001 bis 2004 in der drittklassigen Perwaja Liga aktiv war. Anschließend verbrachte er eine Spielzeit beim Drittligisten HK Welkom. Von 2005 bis 2009 spielte der Verteidiger für die Profimannschaft des HK Dmitrow in der Wysschaja Liga, der zweiten russischen Spielklasse. Nachdem er die Saison 2009/10 bei dessen Ligarivalen Toros Neftekamsk verbracht hatte, wurde er zur Saison 2010/11 von Torpedo Nischni Nowgorod aus der Kontinentalen Hockey-Liga verpflichtet. In seiner ersten KHL-Spielzeit erzielte er in 51 Spielen zwei Tore und gab acht Vorlagen.
Im September 2013 verließ er Torpedo und wurde von Sewerstal Tscherepowez verpflichtet. Ab Mai 2014 stand er bei Neftechimik Nischnekamsk unter Vertrag, anschließend erneut bei Sewerstal und ab 2018 beim HK Witjas Podolsk. Für Witjas absolvierte er über 100 KHL-Partien, in denen er 30 Scorerpunkte sammelte. Zudem war er in der Saison 2019/20 Assistenzkapitän der Mannschaft.
Zu Beginn der Saison 2020/21 war er ohne Anstellung, ehe er im Dezember 2020 von Kunlun Red Star verpflichtet wurde. 
Seit Beginn der Saison 2021/22 steht er beim HK Lada Toljatti in der zweitklassigen Wysschaja Hockey-Liga unter Vertrag und agiert dort als Mannschaftskapitän. 

## KHL-Statistik
(Stand: Ende der Saison 2018/19)